# ハフィゼ・ガイ・エルカン
ハフィゼ・ガイ・エルカン（トルコ語: 
Hafize Gaye Erkan、1979年 -）は、トルコの銀行家、エコノミスト。前トルコ中央銀行総裁。ファースト・リパブリック・バンク前共同最高経営責任者、ニューヨーク市に拠点を置く高齢者住宅を供給する不動産金融会社グレイストーンの最高経営責任者を務めた他、ティファニー取締役やマーシュ・アンド・マクレナン の取締役を歴任した。

## 私生活
1979年、イスタンブール出身。父はエンジニア、母は数学と物理学を担当する教師の家庭で育つ。子供時代にエルカンは自身が作曲したオペラを売っていた。トルコ語とドイツ語を教授語とするイスタンブール高等学校を次席で卒業後、1997年にボアズィチ大学 工学部に入学、2001年に卒業し卒業生総代を務めた。プリンストン大学でオペレーションズ・リサーチと金融工学の学士号を取得、 ハーバード・ビジネス・スクールのアドバンスト・マネジメント・プログラムとスタンフォード大学経営大学院エグゼクティブ・プログラムを卒業した。
イスタンブール時代の学友バトゥア・ビッチェルと結婚している。ビッチェルはボアズィチ大学卒業後、ビッチェルも渡米しプリンストン大学でオペレーションズ・リサーチと金融工学の学士号を取得している。バークレイズやゴールドマン・サックス、シティグループでヴァイス・プレジデントを歴任。現在ネイピア・パーク・グローバル・キャピタル取締役社長を務めている。

## 経歴
プリンストン大学で論文を執筆する傍ら、研究助手と助教諭としてキャリアを開始した。2005年にアソシエイト職でゴールドマン・サックスに採用され、2011年に取締役兼金融機関グループ分析戦略グループの責任者に任命された。
2014年にファースト・リパブリック・バンクに最高投資責任者兼共同最高リスク責任者として入社、2016年に最高預金責任者を経て、2017年5月に頭取に就任した。2019年2月13日に取締役に選出された。2021年7月、銀行創業者であるジム・バーベルトと共に共同最高経営責任者に就任した。ハーベルトは2021年12月に健康上の問題で辞任し程なくしてエルカンも辞任した。
2022年3月にマーシュ・アンド・マクレナンの取締役に就任したほか、ティファニー取締役を2019年からLVMHに買収される2021年まで務めた。
2023年3月23日にマーシュ・アンド・マクレナンはエルカンを取締役に再任。2022年6月27日、アメリカの不動産金融会社グレイストーン最高経営責任者に任命され、2022年9月から2022年12月まで務めた。
トルコ大統領レジェップ・タイイップ・エルドアン はエルカンを、2021年3月より総裁を務めていた シャハブ・カブジュオール の後任のトルコ中央銀行総裁に任命した。

## トルコ中央銀行総裁として
2023年トルコ大統領選挙で再選したエルドアンは メフメット・シムシェキを国庫・財務相に任命した。シムシェキはエルカンを中銀総裁に任命すると報じられた。2023年6月8日、エルカンはエルドアンの大統領令により総裁に任命された。トルコ中央銀行初の女性総裁となった。
2024年2月2日夜遅くに、エルカンは総裁を突如辞任した。エルカンは辞任の理由について、個人のXに中傷キャンペーンに直面しており、幼い子どもを含む家族を守るために辞任すると説明した。トルコの一部メディアがエルカンの父親が中央銀行の職につかず業務に深く関与している疑惑を報じていた。

## 栄誉と事績
エルカンは2001年にボアズィチ大学から「過去10年で最高の学生」として表彰された。また、プリンストン大学の卒業研究で胡應湘奨学金を受け取った。
エルカンはまたアメリカ国立科学財団から論文と数多くの教授分野で受賞した卓越性を認められ、助成金を獲得している。2003年にはSigma Xi（科学研究名誉協会）の名誉協会員に選出された。
エルカンは、従業員の福利厚生として雇用者による従業員の学生ローンの肩代わりを促進する企業Gradifiの買収を主導した。2018年、38歳だったエルカンはサンフランシスコ・ビジネスタイムズのアンダー40及びクレイン・ニューヨーク・ビジネス誌のアンダー40リストに選出された。また2019年にクレインの銀行金融分野における著名な女性リストにも選定されている。
「サンフランシスコ・ビジネス・タイムズ」はエルカンによると2018年現在、エルカンは米国の銀行上位100行の中で、社長またはCEOの肩書を持つ40歳未満で唯一の女性である。彼女はまたAmerican Banker誌に「注目すべき女性」リストに選定されている。
彼女は、ハフィゼ・ガイ・エルカン・ファースト・リパブリック・フェローシップ・プログラムの創設者である。これは目標を到達するために支援を必要とする有望な若い女性にSTEM教育、リーダーシップ、キャリアパスの支援を積極的に行う取り組みである。

## 脚註
1. 1 2  “Dr. Hafize Gaye Erkan”.   Central Bank of Turkey. 2023年7月18日時点のオリジナルよりアーカイブ。2023年11月16日閲覧。
2. ↑  “Hafize Gaye Erkan”. Bloomberg (2023年7月14日). 2023年1月1日閲覧。
3. ↑  “Who is Hafize Gaye Erkan, Turkey's new central bank chief?”. Al Jazeera. (2023年6月9日) 2023年6月10日閲覧。
4. 1 2 3 4  “Core Leadership Team”. First Republican Bank. 2023年1月1日閲覧。
5. ↑  “40 Under 40 – Hafize Gaye Erkan” (英語). Crain's New York Business (2018年7月4日). 2023年6月9日閲覧。
6. 1 2  “Hafize Gaye Erkan Evli Mi? Eşi Kimdir?” (トルコ語). Halk TV. (2023年6月5日) 2023年6月10日閲覧。
7. ↑  “Hafize Gaye Erkan, *06”. Princeton University. 2023年1月1日閲覧。
8. ↑  “Marsh McLennan Appoints Hafize Gaye Erkan to Its Board of Directors”. City Biz. 2022年2月3日閲覧。
9. ↑  “Reuters”. (2023年6月)
10. ↑  “FIRST DEPOSIT INSURANCE COPERATION – FORM-8K”. First republican bank. 2019年2月14日閲覧。
11. 1 2  “First Republic's former co-CEO could be Turkey's next central bank chief – Business Insider India”. www.businessinsider.in. 2023年6月9日閲覧。
12. ↑  “Former First Republic Bank co-CEO joins Fortune 500 board”. The Business Journals. 2022年2月15日閲覧。
13. ↑  “MARSH MCLENNAN STOCKHOLDERS RE-ELECT BOARD OF DIRECTORS DURING 2023 MEETING”. Marsh McLennan. 2023年5月19日閲覧。
14. ↑  “Greystone Appoints Hafize Gaye Erkan as CEO”. Greystone (2022年6月27日). 2022年6月27日閲覧。
15. ↑  “Marsh McLennan Appoints Hafize Gaye Erkan to Its Board of Directors”. City Biz (2022年2月14日). 2022年2月14日閲覧。
16. ↑  “Erdogan Names New Central Bank Governor Who May End Unusual Policies”. (2023年6月8日) 2023年6月9日閲覧。
17. ↑  “Erdoğan surprisingly ousts Central Bank governor after unexpected rate hike”. Gazete Duvar (2021年3月20日). 2021年3月20日閲覧。
18. ↑  Tavsan, Sinan. “Turkey's new cabinet hints at less unorthodox Erdoganomics” (英語). Nikkei Asia. 2023年6月8日閲覧。
19. ↑  Akman, Beril (2023年6月8日). “Erdogan Picks Hafize Gaye Erkan as Turkey Central Bank Governor” (英語). Bloomberg News 2023年6月8日閲覧。
20. ↑  Ugur Yilmaz (2024年2月3日). “トルコ中銀総裁が辞任－後任に元ＮＹ連銀エコノミストのカラハン氏”. ブルームバーグ 2024年2月3日閲覧。 {{cite news}}: |accessdate=の日付が不正です。 (説明)⚠
21. ↑  “10th Anniversary Celebration: Operations Research & Financial Engineering”. Princeton University. 20230101閲覧。 エラー: 閲覧日が正しく記入されていません。（説明）
22. ↑  “40 UNDER 40 CLASS OF 2018”. Crain's New York Business (2018年7月4日). 2023年1月1日閲覧。
23. ↑  “Notable Women of Banking & Finance”. Crain's New York Business (2019年3月5日). 2023年1月1日閲覧。
24. ↑  “The Women to Watch: No. 4, First Republic's Hafize Gaye Erkan”. American Banker. 2019年9月22日閲覧。
25. ↑  “The Hafize Gaye Erkan First Republic Fellowship Program”. International Coalition for Girls' Schools. 2023年1月1日閲覧。